# 懺悔の刃
『懺悔の刃』（ざんげのやいば）は、1927年（昭和2年）10月14日公開の日本映画である。松竹キネマ製作・配給。小津安二郎監督のデビュー作で、彼の唯一の時代劇作品。モノクロ、スタンダード、サイレント、70分。
大久保忠素の監督助手を務めた小津が、1927年（昭和2年）8月に監督任命の辞令を受け、蒲田時代劇部で作ったのが本作である。小津は撮影中に予備召集がかかったため、ファーストシーンは斎藤寅次郎が撮影した。同年11月5日に蒲田時代劇部が廃止され、第2作以降は終生、現代劇の映画作家として全うすることとなる。現在、脚本・ネガ原版・上映用プリントのいずれも散逸しており、観賞することの不可能な作品となっている。

## あらすじ
木更津の佐吉（吾妻三郎）は泥棒である。弟の石松（小川国松）の家を訪れるが、牢屋から出たばかりの弟は、佐吉には更生してもらいたいと願っている。佐吉の相棒は、佐吉を犯罪人生から切り離すために、かんざし泥棒のぬれぎぬを弟に着せたのだった。弟は最終的には釈放されるが、奉公先を解雇され、泥棒の生き方に戻ってしまう。佐吉は最後の大立ち回りの末に、山城屋庄左衛門（野寺正一）に殺される。

## スタッフ
- 監督・原案：小津安二郎
- 脚本：野田高梧
- 撮影：青木勇

## キャスト
- 木更津の佐吉：吾妻三郎
- 木鼠の石松：小川国松
- 同心真鍋勝十郎：河原侃二
- 山城屋庄左衛門：野寺正一
- 娘お八重：渥美映子
- 乳母お辰：花柳都
- 越前屋の娘お末：小波初子
- くりからの源七：河村黎吉

## その他
- 主演の吾妻三郎は、当時人気だった阪東妻三郎に似せて売り出された役者で、誰も「あづま」とは読まず「われ妻三郎」と読んでいた。顔も似ていて「妻三郎」であるので、阪妻と騙されて映画を観に来た客も多かったという[5]。